# Bernard Binlin Dadié
Bernard Binlin Dadié (n. 10 ianuarie 1916, Assinie-Mafia, Comoé District⁠(d), Coasta de Fildeș – d. 9 martie 2019, Abidjan, Coasta de Fildeș) a fost un om politic și scriitor de limbă franceză din Coasta de Fildeș.
Versurile sale mobilizatoare sunt dedicate eliberării pământului natal.

## Opera

### Poezie
- 1950: Africa în picioare ("Afrique debout")
- 1956: Hora zilelor ("La ronde des jours")
- 1967: Oameni din toate continentele ("Hommes de tous les continents")

### Roman
- 1956: Climbié;
- 1959: Un negru la Paris ("Un nègre à Paris");
- 1964: Patron din New York ("Patron de New York");
- 1969: Orașul unde nu moare nimeni ("La ville où nul ne meurt").

### Nuvele
- 1954: Legende africane ("Légendes africaines");
- 1980: Comandantul Taureault și negrii săi ("Commandant Taureault et ses nègres");
- 1980: Picioarele fiului Domnului ("Les Jambes du fils de Dieu").

### Teatru
- 1970: Domnul Thôgô-Gnini ("Monsieur Thôgô-Gnini");
- 1995: Béatrice din Congo ("Béatrice du Congo").

Dadié a fost colaborator al revistei Présence Africaine.